# 테드 마크랜드
테드 마클런드(Ted Markland, 1933년 1월 15일 ~ 2011년 12월 18일)는 미국의 배우이다.
미국에서 태어났으며 유카밸리에서 사망하였다.

## 출연 작품
- 스위치 킬러 (1997년)
- 라스트 맨 스탠딩 (1996년)
- 보난자 (1995년)
- 블러드 링 2 (1995년)
- 와일드 빌 (1995년)
- 라이브 피스트 (1993년)
- 아메리칸 킥복서 2 (1993년)
- 레인저 (1990년)
- 48시간 2 (1990년)
- 뒤로 가는 남과 여 (1989년)
- 범죄와의 전쟁 (1988년)
- 분노의 눈동자 (1986년)
- 내일은 태양 (1981년)
- 원더 네바다 (1979년)
- 파이팅 매드 (1976년)
- 뻐꾸기 둥지 위로 날아간 새 (1975년)
- 울자나스 레이드 (1972년)
- 하이어드 핸드 (1971년)
- 캐넌 목장 (1967년)
- 위스키 전쟁 (1965년)

### 텔레비전
- 달리는 사이먼 (1981년)
- 해저드 마을의 듀크 가족 (1979년)
- 불타는 서부 - 78년 시리즈 (1978년)
- 두 얼굴의 사나이 - 시리즈 (1978년)
- A 특공대 - TV시리즈 (1983년)
- 서부의 파라딘 (1957년)